# Las Vegas Ramblers 2020
Questa voce raccoglie le informazioni riguardanti i Las Vegas Ramblers nelle competizioni ufficiali della stagione 2020.

## Stagione
I Las Vegas Ramblers partecipano allo NVA Showcase, classificandosi al terzo posto nel torneo, tenutosi in seguito alla cancellazione del torneo NVA a causa della pandemia di COVID-19 negli Stati Uniti d'America.

## Organigramma societario
Area direttiva
- Presidente: Vincent Rodriguez

Area tecnica
- Allenatore: Robert Rios

## Rosa
| N° | Nome              | Ruolo | Data di nascita  | Nazionalità sportiva |
| -- | ----------------- | ----- | ---------------- | -------------------- |
| 1  | Tanner Maxwell    | P     | -                | Stati Uniti          |
| 3  | Max Osmundson     | S     | -                | Stati Uniti          |
| 4  | Trevor Robinson   | L     | -                | Stati Uniti          |
| 5  | Ryan Schickling   | S     | 24 gennaio 1996  | Stati Uniti          |
| 7  | Gino Gamboa       | S     | -                | Stati Uniti          |
| 8  | Gianluca Grasso   | S     | 3 dicembre 1995  | Porto Rico           |
| 9  | Antwain Aguillard | C     | 22 agosto 1989   | Stati Uniti          |
| 12 | Quinn Peterson    | O     | -                | Stati Uniti          |
| 13 | Nick England      | S     | -                | Stati Uniti          |
| 14 | Ryan Mather       | O     | 14 gennaio 1993  | Stati Uniti          |
| 15 | Steven Duhoux     | P     | -                | Stati Uniti          |
| 17 | Kendall Ratter    | S     | -                | Stati Uniti          |
| 24 | Mark Lane         | C     | -                | Stati Uniti          |
| 32 | Josh Duarte       | C     | -                | Stati Uniti          |
| 77 | Antonio Boucher   | S     | -                | Stati Uniti          |
| 99 | Ryan Manoogian    | L     | 26 novembre 1992 | Stati Uniti          |

## Statistiche

### Statistiche di squadra
| Competizione | Punti | In casa | In casa | In casa | In trasferta | In trasferta | In trasferta | Totale | Totale | Totale |
| Competizione | Punti | G       | V       | P       | G            | V            | P            | G      | V      | P      |
| ------------ | ----- | ------- | ------- | ------- | ------------ | ------------ | ------------ | ------ | ------ | ------ |
| NVA Showcase | 5     | 0       | 0       | 0       | 0            | 0            | 0            | 6      | 4      | 2      |
| Totale       | -     | 0       | 0       | 0       | 0            | 0            | 0            | 6      | 4      | 2      |

G = partite giocate; V = partite vinte; P = partite perse